# Oscar Zeta Acosta
Oscar Acosta, meglio conosciuto come Oscar "Zeta" Acosta (El Paso, 8 aprile 1935 –   scomparso a Mazatlán il 27 maggio 1974), è stato un avvocato, scrittore e attivista politico statunitense.

## Biografia
Fu militante del Movimento Chicano per la difesa dei diritti civili dei messicani negli Stati Uniti ed è noto per la sua amicizia con lo scrittore Hunter S. Thompson che nel romanzo Paura e disgusto a Las Vegas lo identifica con il personaggio del Dottor Gonzo, il suo avvocato samoano.